# Chrysolina corcyria
Chrysolina corcyria is een keversoort uit de familie bladkevers (Chrysomelidae). De wetenschappelijke naam van de soort werd in 1851 gepubliceerd door Suffrian.